# يقينعلي تبة
يقينعلي تبة هي قرية في مقاطعة مياندوآب، إيران. عدد سكان هذه القرية هو 1,816 في سنة 2006.